# Bharudpura
Bharudpura o Bharud Pura fou un petit estat tributari o thakurat garantit de l'agència Bhil a l'Índia central, format per tres pobles. La població de l'estat el 1881 era segons la Gaceta Imperial de 71.724 habitants, que sembla massa alta per només tres pobles (probablement serien 7.124).
El sobirà era un bhúmia i governava sobre tres pobles (Bharudpura, Kanripura i Mandu) pagant un tribut de 33 lliures a l'estat de Dhar pel qual tenia en jagir els dos primers pobles mentre que Mandu era possessió perpètua. Els ingressos anuals s'estimaven en 300 lliures.